# Тарт Бурдалу
Тарт Бурдалу (фр. Tarte Bourdaloue, также тарт Бурдалю) или миндальный тарт с грушами (tarte amandine aux poires) — французская выпечка, созданная во второй половине XIX века. Тарт получил свое название от улицы Бурдалу в Париже, где располагалась кондитерская, в которой он был создан.
В современном варианте это открытый пирог, состоящий из крупных кусочков варёных груш, выложенных на песочное тесто, и украшенных франжипановым или миндальным кремом.

## История

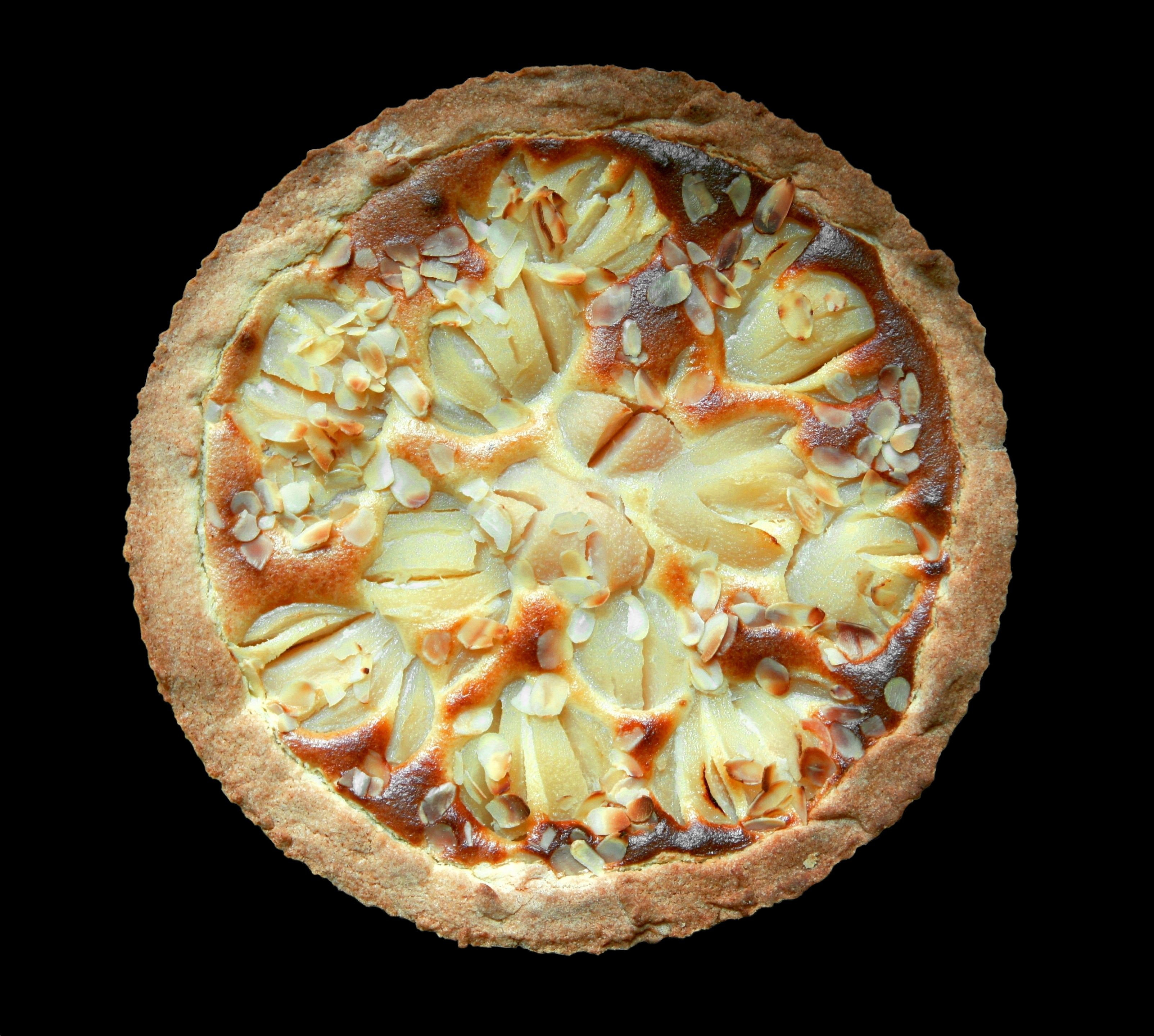
Тарт Бурдалу или грушевый пирог с кремом и дробленым миндалем

Название «Бурдалу», по-видимому, изначально обозначало миндальный антреме. Кондитер и историк кулинарного искусства Пьер Лакам приписывает изобретение тарта под названием Bourdaloue кондитеру Николя Бургуэну в начале 1850 -х годов в его кондитерской по адресу: ул. Бурдалю, 7, в 9-м округе Парижа. Это был пирог из дробленого миндаля, сахара, яиц, крахмала, глазированный киршем.
Другие источники приписывают создание десерта Бурдалу кондитеру Фаскелю, обосновавшемуся на улице Фур-Сен-Жермен, 75 в 1860 году, и через десять лет переехавшему на улицу Бурдалю. Но рецепты сильно различаются в зависимости от источника: иногда это миндальный пирог с начинкой из франжипана и глазурью из кирша или шоколадного мороженого; иногда фруктовый десерт. Иногда используются груши, иногда яблоки или даже абрикосы, и единственным общим моментом является использование измельченного миндаля. Справочник Larousse gastronomique описывает его как «состоящий из варёных половинок груш сорта Вильямс, утопленных в ванильном креме из франжипана и покрытых измельченными макаронами, и глазированный в духовке».
Путаница также усугубляется существованием коктейля Бомба Бурдалю с анисовым сиропом, а также десерта Бурдалю, который состоит из варёных фруктов, таких как абрикосы, персики, ананас или яблоки, на «подушке» из манки или рисового пудинга.
Название «amandine», по-видимому, исторически обозначало тарталетки из франжипана с фруктами или без них. Современное название «миндальный тарт» (tarte amandine) стало синонимом тарта Бурдалу.